# 同城商务区西于庄站
同城商务区西于庄站是天津地铁4号线的地铁站，位于中华人民共和国天津市红桥区西于庄后大道与增产大街交叉口东侧，于2025年7月8日开通。

## 车站结构
同城商务区西于庄站位于西于庄后大道与增产大街交叉口东侧，沿西于庄后大道路东设置，呈东西走向，为地下三层岛式站台车站，车站长198.8米，宽23.1米，车站地下一层为站厅层，地下二层为设备层，地下三层为站台层，站台设置全高站台门。
由于本站与西站站与均无列车折返条件，4号线北段全程列车在西沽公园站西侧通过单渡线切换运行方向，在西沽公园站与西站站间单线运行，两方向均使用本站西侧轨道与站台。由于目前4号线列车为6节编组，站台预留8编组列车停靠条件，两方向列车停车区域有所不同，各自使用行车方向的前6节车厢区域。
| 地面     | 出入口 | B、D出入口                                                                                         |
| 地下一层 | 站厅   | 客服中心、自动售票机、验票机                                                                       |
| 地下二层 | 设备   | 车站设备                                                                                           |
| 地下三层 | 站台   | \| \| \| █ 4号线预留轨道 \| \| 島式 \| \| \| \| \| \| █ 4号线往小街（西沽公园）或西站（終點站） \| |
|          |        | █ 4号线预留轨道                                                                                    |
| 島式     |        | |
|          |        | █ 4号线往小街（西沽公园）或西站（終點站）                                                          |

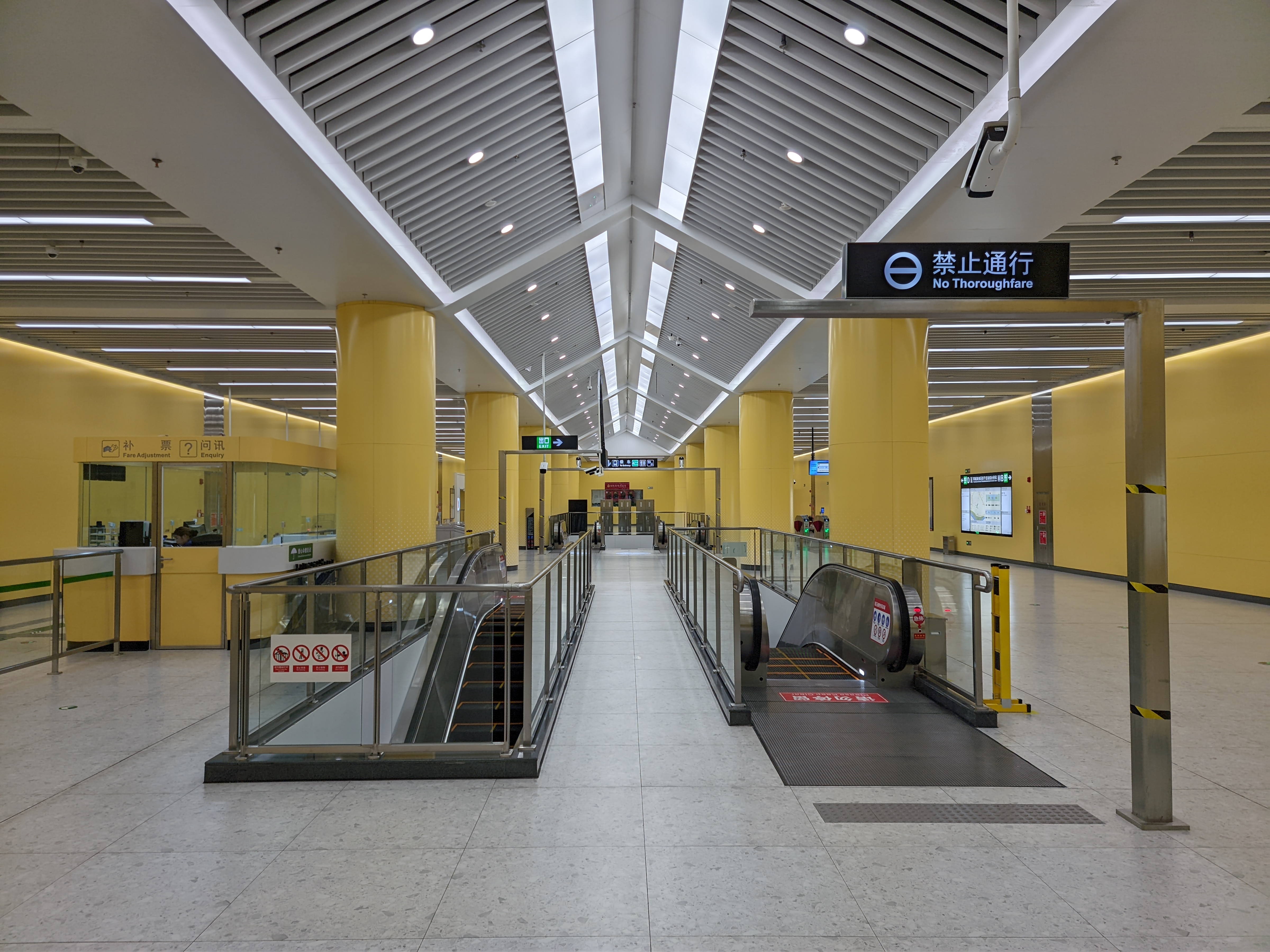
站厅
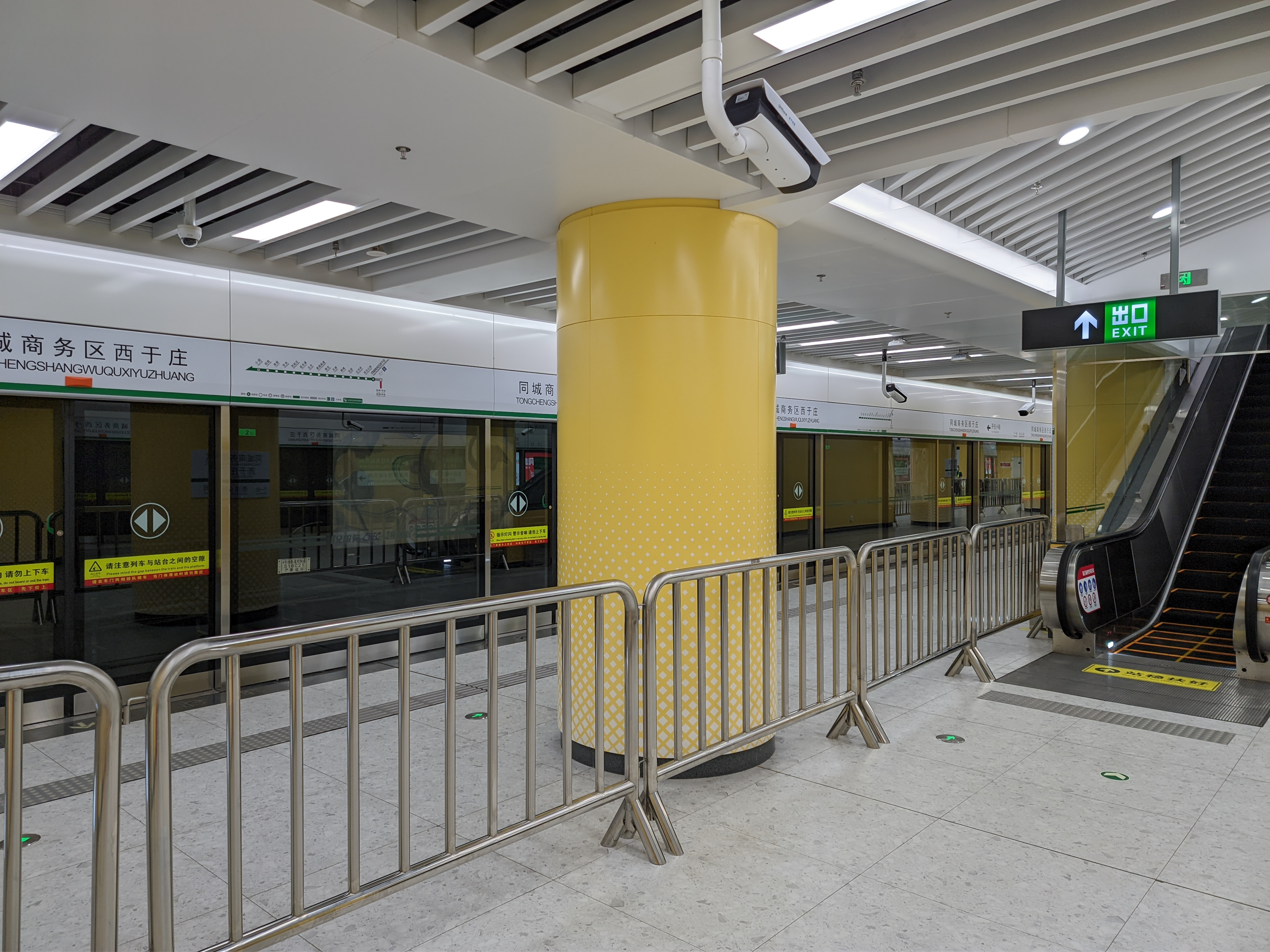
未启用的小街方向站台
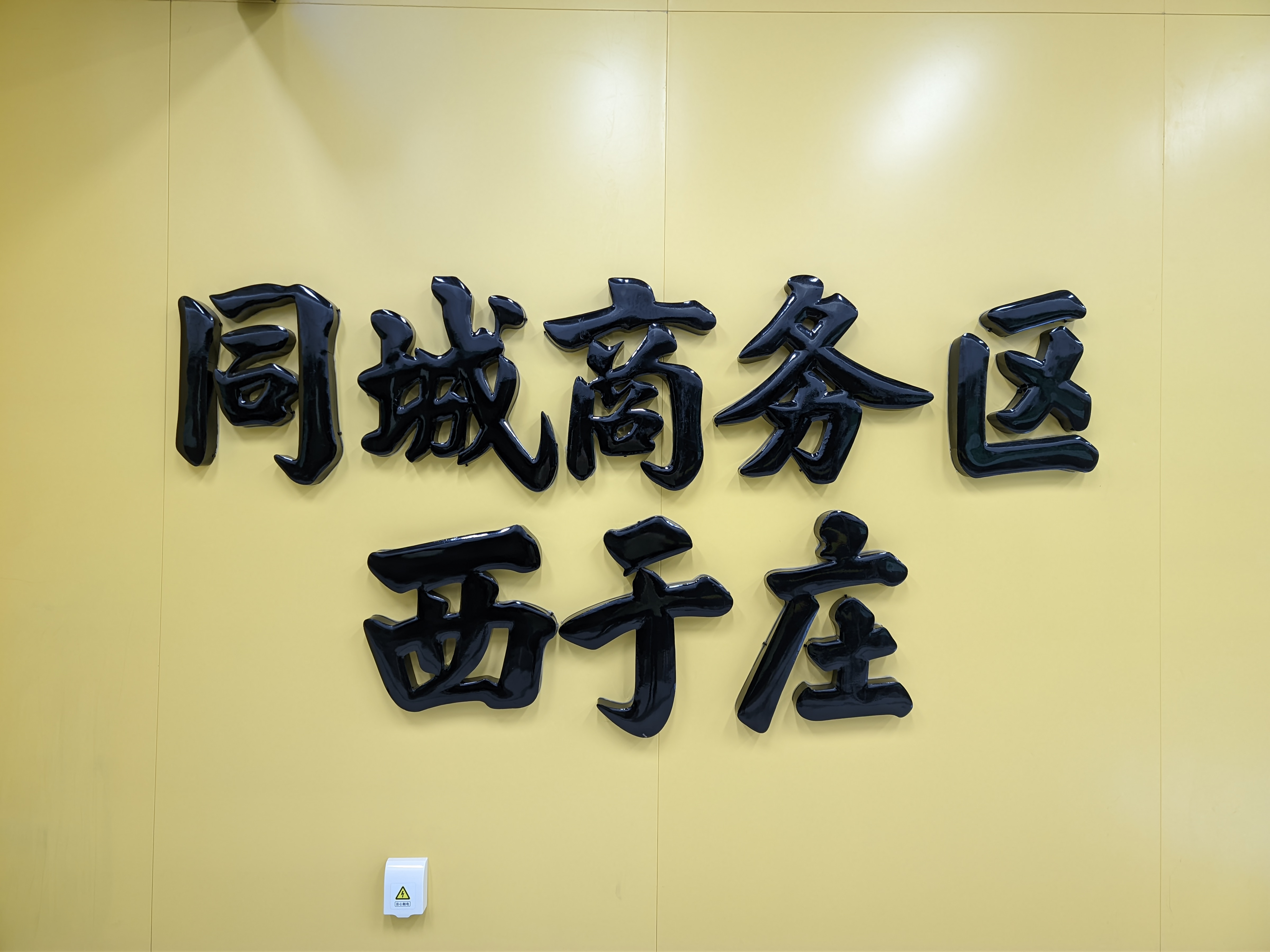
大字壁

## 车站出口
同城商务区西于庄站目前开放2个出入口，各出口及周围设施如下所示：
|                                      |      |              |                             |
| 出口编号                             | 照片 | 地点         | 可到达目的地                |
| 出口 · B · 升降机标志 · 扶手电梯标志 |      | 增产大街     | 增产里，增悦里，建投·誉河院 |
| 出口 · D · 扶手电梯标志              |      | 西于庄后大道 | 北岸潞园，济津楼，草原楼    |
| 註： 設有 \| 設有扶手電梯            |      |              |                             |

## 换乘交通
| 公共汽车线路 \| 编号 \| 编号 \| 线路 \| 线路 \| 线路 \| 收费 \| 运营商 \| 备注 \| \| ---- \| ---- \| ---------- \| ---- \| -------- \| ---- \| ---------- \| ---- \| \| \| 367 \| 和苑公交站 \| ⇆ \| 子牙南里 \| 2元 \| 公交三公司 \| \| |      |            |      |          |      |            |      |
| 编号 | 编号 | 线路       | 线路 | 线路     | 收费 | 运营商     | 备注 |
| | 367  | 和苑公交站 | ⇆    | 子牙南里 | 2元  | 公交三公司 |      |

| 编号 | 编号 | 线路       | 线路 | 线路     | 收费 | 运营商     | 备注 |
| ---- | ---- | ---------- | ---- | -------- | ---- | ---------- | ---- |
|      | 367  | 和苑公交站 | ⇆    | 子牙南里 | 2元  | 公交三公司 |      |

## 历史
本站工程名为西于庄站，正式站名为同城商务区西于庄站，以车站所处的京津冀同城商务区与西于庄社区命名。
- 2021年12月31日，车站主体结构封顶[3]。
- 2025年7月8日，车站随4号线北段段通车开通[1]。